# Статица
Статица (грч. Μελάς, до 1927. грч. Στάτιστα) је насељено место у општини Костур у периферији Западна Македонија, Грчка. Према попису из 2021. године било је 70 становника.
Према бугарском географу и историчару, Василу Канчову, у Статици је 1900. године живело 600 Словена хришћана. Горња махала Статице се од пописа из 1940. године води као посебно насеље Горња Статица. Македонски историчар Тодор Симовски, 1998. године наводи да је Статица словенско насеље.